# Cámara de Representantes de Texas
La Cámara de Representantes de Texas (en inglés:Texas House of Representatives) es la cámara baja de la Legislatura bicameral de Texas. Se compone de 150 miembros elegidos de distritos uninominales por períodos de dos años. A partir del censo de 2010, cada miembro representa a unas 167,637 personas. No hay límites de mandato, con el miembro más antiguo, Tom Craddick, elegido en 1968.
La Cámara se reúne en el Capitolio del Estado en Austin.

## Liderazgo
| Posición                          | Nombre          | Partido     | Residencia    | Distrito |
| --------------------------------- | --------------- | ----------- | ------------- | -------- |
| Portavoz de la Cámara             | Dennis Bonnen   | Republicano | Angleton      | 25       |
| Portavoz pro tempore              | Joe Moody       | Demócrata   | El Paso       | 78       |
| Presidenta del Caucus Republicano | Stephanie Klick | Republicano | Fort Worth    | 91       |
| Presidente del Caucus Democrático | Chris Turner    | Demócrata   | Grand Prairie | 101      |

El Presidente de la Cámara es el presidente y el miembro de más alto rango de la Cámara. Los deberes del orador incluyen mantener el orden dentro de la Cámara, reconocer a los miembros durante el debate, decidir sobre cuestiones de procedimiento, nombrar miembros para los diversos comités y enviar proyectos de ley para su revisión. El Presidente pro tempore es principalmente una posición ceremonial, pero, por una larga tradición, preside la Cámara durante su consideración de los proyectos de ley locales y de consentimiento.
A diferencia de otras legislaturas estatales, las reglas de la Cámara no reconocen formalmente a los líderes mayoritarios o minoritarios. Los líderes no oficiales son el presidente republicano del Caucus y el líder demócrata de la Cámara, los cuales son elegidos por sus respectivos caucus.

## Comités
- Agricultura y Ganadería
- Créditos[3]
  - Subcomité de Artículos I, IV y V
  - Subcomité de Artículo II
  - Subcomité de Artículo III
  - Subcomité de Artículos VI, VII y VIII
  - Subcomité de Infraestructura, Resiliencia e Inversión
- Industria de negocios
- Calendarios
- Correcciones
- Asuntos del condado
- Jurisprudencia criminal
- Cultura, recreación y turismo
- Defensa y Asuntos de Veteranos
- Elecciones
- Recursos energéticos
- Regulación ambiental
- Investigación general
- Educación más alta
- Seguridad Nacional y Seguridad Pública
- Administración de la casa
- Servicios Humanos
- Seguro
- Relaciones internacionales y desarrollo económico
- Poder Judicial y Jurisprudencia Civil
- Justicia juvenil y asuntos familiares
- Gestión de tierras y recursos
- Licencias y procedimientos administrativos
- Calendarios locales y de consentimiento
- Recursos naturales
- Pensiones, inversiones y servicios financieros
- Educación pública
- Salud pública
- Redistribución de distritos
- Calendario de Resoluciones
- Asuntos de Estado
- Transporte
- Asuntos urbanos
- Formas y medios

Además de estos comités, también hay seis comités conjuntos compuestos por miembros de la Cámara de Representantes y el Senado:
- Supervisión legislativa de justicia penal
- Junta de Auditoría Legislativa
- Junta Legislativa de Presupuesto
- Junta Legislativa de la Biblioteca
- Comisión Consultiva Sunset
- Consejo Legislativo de Texas